# George Washington Morgan
Pour les articles homonymes, voir Morgan.
George Washington Morgan (né le 20 septembre 1820 dans le comté de Washington, État de Pennsylvanie, et mort le 26 juillet 1893 à fort Monroe, État de Virginie) est un brigadier général de l'Union. Il est enterré à Mount Vernon, État de l'Ohio.

## Avant la guerre
George Washington Morgan étudie à l'Université de Washington avant de la quitter en 1836 pour s'enrôler dans la compagnie de volontaires levée par son frère Thomas Jefferson Morgan lors de la révolution texane. Il est nommé premier lieutenant puis capitaine de l'armée du Texas. Il commande un poste à Galveston et est affecté au 1st Regiment des Texas Rangers.
Il est élève de West Point entre le 1er juillet 1841 et le 27 juin 1843 sans en être diplômé.  Il part pour Mount Vernon (Ohio) où il étudie le droit. Il devient procureur du comté de Knox.
Il participe à la guerre américano-mexicaine. Il est nommé colonel du 2nd Ohio Infantry le 23 juin 1846. Il rentre dans l'armée régulière en tant que colonel du 15th US infantry le 9 avril 1847. Il est breveté brigadier général le 20 août 1847 pour bravoure et conduite méritoire lors des batailles de Contreras et Churubusco. Il est sévèrement blessé. Il quitte le service actif le 7 août 1848.
Il sa marie avec Sarah Hall avec qui il aura deux enfants. Il retourne en Ohio pour pratiquer le droit. Il devient consul des États-Unis en 1856 à Marseille. En 1858, il est ambassadeur au Portugal.

## Guerre de Sécession

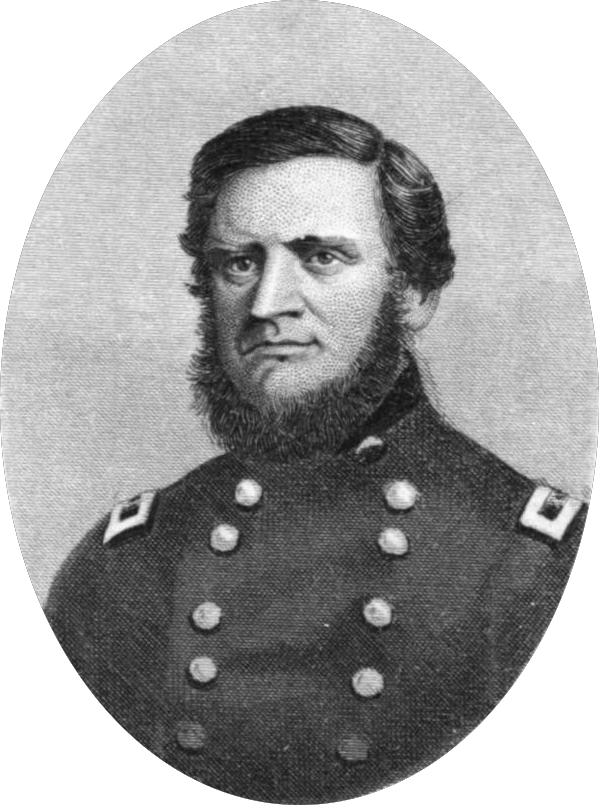
Pendant la guerre, en uniforme, George W. Morgan, commandant le XIIIe corps lors de la bataille de Fort Hindman en juin 1863.

George Washington Morgan est nommé brigadier général des volontaires le 12 novembre 1861. Il commande la 7th division de l'armée de l'Ohio sous les ordres du général Buell. Il défait les troupes confédérées sous les ordres du général Carter Littlepage Stevenson le 18 juin 1862. L'invasion du Kentucky par le général Bragg l'oblige à battre en retraite. Il réussit à diriger la retraite de 8 000 hommes en 16 jours sous la pression des raids menés par le colonel John Hunt Morgan.
En novembre 1862, il est affecté en Virginie de l'Ouest sous les ordres du général Jacob Dolson Cox dans la vallée de la Kanawha.
Il commande une division du XIIIe corps sous les ordres du général William Tecumseh Sherman pendant la campagne de Vicksburg. Il participe à la bataille de Chickasaw Bayou, mais il ne parvient pas à mener l'attaque planifiée ce qui lui vaut les reproches du général Sherman. Le 26 décembre 1862, trois division débarquent à la plantation Johnson sur la rivière Yazoo pour mener une approche par le nord-est de Vicksburg. Les troupes avancent vers les collines de Walnut qui sont fortement défendues. Après plusieurs tentatives de débordements des défenses confédérées; le général Sherman ordonne un assaut frontal qui est repoussé. Les troupes de l'Union subissent de lourdes pertes.
Il commande le XIIIe corps lors de la bataille de Fort Hindman en juin 1863. Il quitte le service actif des volontaires le 8 juin 1863. Les raisons avancées pour sa démission sont de deux sortes : son état de santé et son désaccord avec l'emploi des troupes de couleur. Bien qu'il soit un fervent défenseur de l'Union, il est opposé à toute interférence dans les affaires internes des États du Sud, notamment de l'esclavage.
Il supporte la candidature de George B. McClellan à la présidence des États-Unis de 1864. En 1865, il échoue à la candidature de gouverneur de l'État de l'Ohio face à son ancien supérieur Jacob Dolson Cox.

## Après la guerre
George Washington Morgan est élu au congrès en 1866 et exerce pendant deux mandatures à la Chambre des représentants, succédant à Columbus Delano.
En 1868, il vote contre la mesure d'impeachment du président Andrew Johnson. En 1876, il est délégué à la convention national du parti démocrate. Il décède le 26 juillet 1893 dans le fort Monroe dans la ville d'Hampton.